# Millard Caldwell
Millard Fillmore Caldwell (ur. 6 lutego 1897 w Knoxville, zm. 23 października 1984 w Tallahassee) – amerykański prawnik, polityk, członek Partii Demokratycznej.

## Działalność polityczna
Od 1929 do 1932 zasiadał w stanowej Izbie Reprezentantów Florydy. W okresie od 4 marca 1933 do 3 stycznia 1941 przez cztery kadencje był przedstawicielem 3. okręgu wyborczego w stanie Floryda w Izbie Reprezentantów Stanów Zjednoczonych. Od 2 stycznia 1945 do 4 stycznia 1949 był 29. gubernatorem Florydy.